# Syndrome de délétion 16p11.2
 Mise en garde médicale
Le syndrome de délétion 16p11.2 est une maladie génétique rare causée par une microdélétion sur le bras court du chromosome 16. La majorité des personnes concernées présentent un retard global du développement, une déficience intellectuelle, ainsi qu'une obésité apparente dès l'enfance. On estime que la délétion 16p11.2 est impliquée dans environ 1 % des cas de troubles du spectre de l'autisme.

## Signes et symptômes

### Développement et comportement
Les caractéristiques les plus courantes du syndrome de délétion 16p11.2 incluent un retard global du développement ainsi que des problèmes psychiatriques ou comportementaux, avec une gravité qui peut varier considérablement. Bien que la plupart des personnes concernées ne présentent pas de déficience intellectuelle, de nombreux individus rencontrent des difficultés d’apprentissage. Le QI moyen des personnes atteintes de cette délétion est d’environ 2 écarts types inférieur à celui des membres de leur famille non affectés. Par ailleurs, de nombreux individus souffrent de troubles du langage et de troubles moteurs de la parole, tels que la dysarthrie et l’apraxie.
La moitié des personnes concernées reçoivent au moins un diagnostic psychiatrique ou comportemental. Environ 30 % sont diagnostiquées avec un trouble déficitaire de l’attention avec hyperactivité (TDAH). Par ailleurs, 20 à 25 % des individus reçoivent un diagnostic de trouble du spectre de l’autisme (TSA), et presque toutes présentent certains traits comportementaux associés au TSA,.

### Neurologique
Jusqu'à 25 % des personnes concernées souffrent de crises d'épilepsie, le type le plus fréquent étant les crises tonico-cloniques. Des crises focales complexes et des absences ont également été signalées. De nombreuses personnes peuvent présenter des anomalies détectées par EEG, scanner ou IRM. Chez au moins 15 % des individus d'une cohorte de 136 porteurs de la délétion 16p11.2, des observations incluent une hyporéflexie, des anomalies de la marche ainsi qu'une hypotonie troncale ou symétrique des membres. Certaines personnes peuvent également présenter une perte auditive neurosensorielle ou conductive, ainsi qu'une choréo-athétose kinésigénique paroxystique.

### Obésité
Le syndrome de délétion 16p11.2 prédispose fortement les individus à une augmentation de l'indice de masse corporelle (IMC) et à l'obésité dès l'enfance. À partir de l'âge de 5 ans, l'IMC des personnes touchées est significativement plus élevé que celui de la population générale, et 50 % des porteurs sont obèses à l'âge de 7 ans. À l'âge adulte, ce taux atteint 75 %. Les personnes concernées signalent une hyperphagie, souvent liée à des stimuli sensoriels et sociaux ou à l'ennui. L'obésité, ainsi que les comorbidités associées, comme la résistance à l'insuline et le diabète de type 2, représentent les principaux défis médicaux pour les adultes atteints du syndrome. 

### Autre
La macrocéphalie est légèrement plus répandue dans le syndrome de délétion 16p11.2 par rapport à la population générale. Environ un tiers des individus présentent une fossette sacrée ou des taches café au lait. Des anomalies vertébrales associées à la scoliose sont également observées. La délétion 16p11.2 a été associée à un risque 13,9 fois plus élevé de neuroblastome. 

## Génétique
Le syndrome de délétion 16p11.2 est causé par une microdélétion hétérozygote d'environ 600 kilobases entre les régions de point de cassure récurrentes BP4 et BP5 sur le bras court du chromosome 16. Les gènes de la région BP4-BP5 comprennent les suivants : 
- SLC7A5P1
- SPN
- QPRT
- C16orf54
- ZG16
- MAZ
- PRRT2
- C16orf53
- PVM
- CDIPT
- SEZ6L2
- ASPHD1
- KCTD13
- TMEM219
- TAOK2
- HIRIP3
- INO80E
- DOC2A
- C16orf92
- FAM57B
- ALDOA
- PPP4C
- TBX6
- YPEL3
- GDPD3
- MAPK3
- CORO1A
- BOLA2
- SLX1A
- SLX1B
- SULT1A3
- SULT1A4

Les régions adjacentes du chromosome 16 peuvent également être touchées. En particulier, la délétion de SH2B1 est liée à l'obésité et pourrait jouer un rôle dans la pathogenèse de l'obésité observée dans ce syndrome.
La délétion 16p11.2 survient généralement par mutation de novo. Environ 7 % des individus affectés héritent de cette mutation d'un parent selon un mode de transmission autosomique dominant. Les parents porteurs de cette délétion ne présentent souvent aucun antécédent de déficience intellectuelle ni de trouble du spectre autistique. La prévalence du syndrome de délétion 16p11.2 a été initialement estimée à 3 sur 10 000 dans la population générale; des estimations plus récentes l'évaluent à 1 sur 2 000.

## Gestion
La prise en charge du syndrome de délétion 16p11.2 varie considérablement et dépend des symptômes ou déficits spécifiques de chaque individu. Les interventions peuvent inclure une éducation spécialisée, un traitement psychiatrique, un traitement standard de l’épilepsie, une évaluation auditive, ainsi que des thérapies physiques et professionnelles pour la motricité globale et fine. Une surveillance régulière des anomalies ou défauts congénitaux est également nécessaire. En raison du risque accru d'obésité associé à ce syndrome, les médicaments psychiatriques entraînant une prise de poids sont déconseillés. Le soutien du travail social et l'accompagnement communautaire peuvent également être bénéfiques pour les personnes concernées ainsi que pour leurs soignants. 